# کانئی

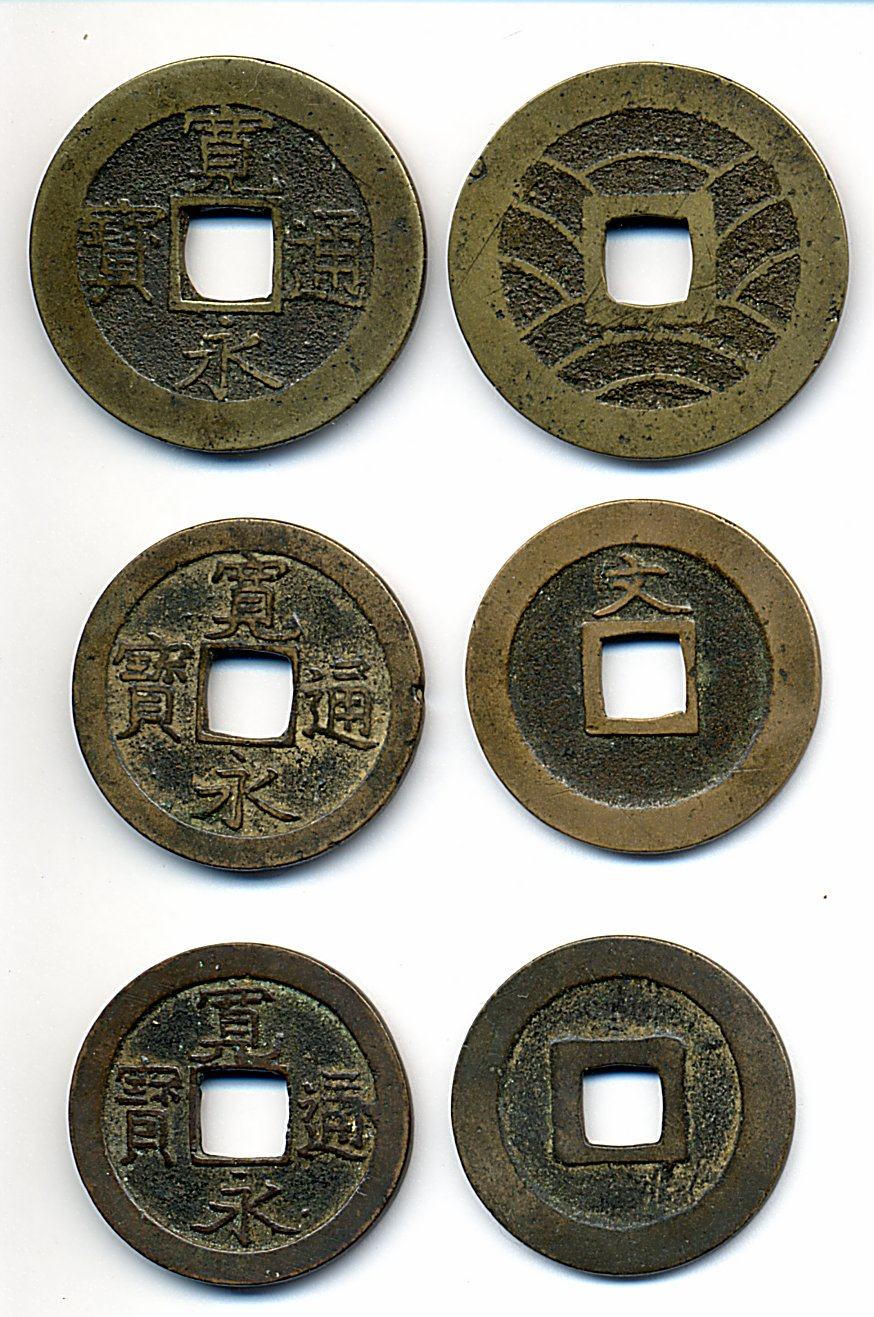
تصویری از سکه های دوره کانئی

کانئی (به ژاپنی: 寛永 Kan'ei) یکی از دوره‌های ژاپنی بعد از گننا و قبل از  شوهو بود. این دوره از فوریه ۱۶۲۴ تا دسامبر ۱۶۴۴ میلادی ادامه داشت. در این دوره امپراتور گومیزونو، امپراتریس میشو و امپراتور گو-کومیو امپراتور ژاپن بودند.